# Хоппити вернулся
«Хоппити вернулся» (англ. «Hoppity Goes To Town»), — мультфильм производства Fleischer Studios, выпущенный компанией Paramount Pictures 3 декабря 1941 года.
Мультфильм также известен под названиями «Mister Bug Goes to Town» и «Bugville».

## Сюжет
Хоппити после долгой отлучки возвращается в родной город. А там полно проблем. Его друзья-насекомые находятся на грани гибели. Они живут во дворе, и с недавних пор через двор прошла тропинка для людей, которые топчут их дома и поджигают их брошенными сигаретами. Хоппити предстоит разобраться с этой проблемой, попутно завоевав сердце красавицы Хани.